# Биянское сельское поселение
Биянское се́льское поселе́ние — муниципальное образование в Ашинском районе Челябинской области Российской Федерации.  В рамках административно-территориального устройства муниципальное образование  соответствует административно-территориальной единице Биянский сельсовет.
Административный центр — село Биянка.

## География
Находится в западных предгорьях Уральского хребта, в подзоне широколиственных и елово-пихтовых лесов с высоким травостоем, в северной части Ашинского муниципального района. На востоке граничит — с Илекским сельским поселением, на юге — с Миньярским и Симским городскими поселениями, насевере и западе административная граница поселения и области с территорией Башкортостана.
Высшая точка — г. Ореховая (435 м). Крупных рек нет, много ручьёв.

## История
В советские годы — Биянский сельсовет.
Статус и границы сельского поселения установлены Законом Челябинской области от 9 июля 2004 года № 239-ЗО «О статусе и границах Ашинского муниципального района, городских и сельских поселений в его составе»

## Население
| 2002 | 2010 | 2011 | 2012 | 2013 | 2014 | 2015 |
| ---- | ---- | ---- | ---- | ---- | ---- | ---- |
| 281  | ↘211 | →211 | ↘201 | ↘195 | ↘174 | ↗179 |
| 2016 | 2017 | 2018 | 2019 | 2020 | 2021 | 2023 |
| ↘173 | ↘167 | ↘163 | ↘148 | ↘140 | ↘117 | ↘106 |

## Состав
| № | Населённый пункт | Тип населённого пункта       | Население |
| - | ---------------- | ---------------------------- | --------- |
| 1 | Биянка           | село, административный центр | ↘117      |

### Упразднённые населённые пункты
- Байдашка — упразднённый в 1966 году хутор.
- Биянский Мост — упразднённый в 1979 году хутор.

## Транспорт
Просёлочные дороги.